# North Goa
North Goa är ett distrikt i Indien.   Det ligger i delstaten Goa, i den sydvästra delen av landet, 1 500 km söder om huvudstaden New Delhi. Antalet invånare är 818 008. Arean är 1 736 kvadratkilometer. North Goa gränsar till South Goa.
Terrängen i North Goa är varierad.
Följande samhällen finns i North Goa:
- Panaji
- Māpuca
- Ponda
- Taleigao
- Mandrem
- Dicholi
- Vagator
- Curti
- Bandora
- Navelim
- Sanquelim
- Serula
- Solim
- Arambol
- Candolim
- Valpoy
- Guirim
- Aldona
- Saligao
- Colovale
- Queula
- Goa Velha
- Carapur
- Pernem
- Jua
- Bambolim
- Palle
- Morjim